# ディファ有明戦隊ノアレンジャー
ディファ有明戦隊ノアレンジャーは、プロレスリング・ノアが2004年にディファ有明で行ったクリスマス大会にて放映した戦隊ヒーロー物語。

## 概要
ノアのファン感謝デー（クリスマス大会、ハロウィン大会など）では、お祭りを意識したレスラーによるお楽しみVTR（2003年まではFIGHTING TV サムライ、2004年より日本テレビが制作）を放映することが恒例となっており、過去にも「3年B組金八先生」をパロディ化し、三沢光晴が先生役を演じた「3年N組三八先生」や、レスラー全員で山下達郎の「クリスマス・イブ」を歌うなどのVTRがあった。
この2004年は日本テレビが制作することになり、同局で放送中の「プロレスリング・ノア中継年末スペシャル」でも初めてお楽しみVTRが流されることになったため、気合いを入れて作ったのがこの「ディファ有明戦隊ノアレンジャー」である。

## 内容
セーラー服を着て、長髪をなびかせるタモミ（ブサイクちゃん）に「おじちゃんとあそぼうか」と声をかけてきた黒のマスクマン、剛腕大魔王。タモミ（ブサイクちゃん）の悲鳴を聞きつけた赤いマフラーの三沢、橋が所有する自動車を蹴り飛ばしていた秋山、釣りをしていた田上が駆けつける。そしてそれぞれ変身し、各ノアレンジャー（グリーンレンジャー、ホワイトレンジャー、ユキチャーン）となる。
3対1となることを危惧した剛腕大魔王を尻目に、次々にノアレンジャーの仲間たちが登場。「30人揃ってちょっとモッコリ、ディファ有明戦隊ノアレンジャー」が剛腕大魔王の前に立ちふさがってしまった。しかし、極端に強い剛腕大魔王、一気に27人を片付け残り3人としたものの、ホワイトレンジャー（秋山）がタモミの長髪をなびかせる。「それが正義の味方のやることか!」と嘆いている隙に、「ある曲を聴くと、突然踊りたくなってしまう」というノアレンジャーの必殺技・スターネスサンバをホワイトレンジャーから受け、敗れてしまった。世界に平和が戻った。
VTR終了後、会場のディファ有明には、当時放送されていたテレビ番組「特捜戦隊デカレンジャー」のテーマ音楽が流れ、ノアレンジャーが実際に登場。その後、マツケンサンバIIが流れる。そこに、剛腕大魔王と松平健に扮した橋誠が登場。スターネスサンバを受け、突然踊りたくなってしまう曲というのはマツケンサンバIIのことなのだが、剛腕大魔王（小橋）は自分で歌うのが気恥ずかしかったのか、無理矢理橋に歌わせている。

## メンバー
ノアレンジャー
- グリーンレンジャー（リーダー）：三沢光晴 - 三沢のコスチューム色であり、ノアの象徴である緑から
- ホワイトレンジャー：秋山準 - 秋山のコスチューム色である白から
- ユキチャーン：田上明
- ゼブレンジャー：小川良成 - 小川のコスチューム色であり、愛称でもある「ゼブラ」から
- サノレンジャー：佐野巧真
- マルレンジャー：金丸義信
- カツグンジャー：井上雅央 - 井上が試合中、アルゼンチン・バックブリーカーに移行するときに叫ぶ「よっしゃかつぐぞ!」から
- ツバレンジャー：永源遙 - 永源のお決まりムーブであるツバから
- フクシャチョー：百田光雄 - 実際に副社長である
- アオヤギカンチョー：青柳政司 - 実際に空手道場「誠心会館」の館長である
- クマレンジャー1号：力皇猛
- クマレンジャー28号：森嶋猛
- カレーガダイスキジャー：池田大輔 - 「三度の飯よりカレーが好き」と公言していることから
- デスレンジャー：齋藤彰俊 - 斎藤の愛称でありファイトスタイルが「死神」であることから
- サタデーナイトフィーバー：モハメド・ヨネ - ヨネがアフロヘアーであることから
- ハツトージョー：潮崎豪
- イケメンジャー：KENTA
- ブサイクレンジャー：橋誠
- ゼニゲバレンジャー：鈴木鼓太郎
- オレフジマル：丸藤正道 - 三沢は普段、丸藤のことを「フジマル」と呼んでいることから
- ジジレンジャー：大八木賢一（専務）
- ×××レンジャー：杉浦貴
- ロバレンジャー：西永秀一（レフェリー）
- ヒショレンジャー：福田明彦（レフェリー） - 三沢社長秘書であることから
- ヤマモトリンダー：山本義浩（レフェリー）
- ハミケツレンジャー：浅子覚（トレーナー）
- マルビンジャー：リッキー・マルビン
- ナカダジャナイヨナカタダヨレンジャー：仲田龍（リングアナ兼渉外部長）
- シンコミヌトス：難波信二
- マイティ：マイティ井上（レフェリー）
- ギュータンレンジャー：菊地毅 - 菊地が仙台出身であることから

悪党
- 剛腕大魔王：小橋建太 - マスクの形が獣神サンダー・ライガーに似ている。

女子学生
- タモミ：本田多聞
- 川畑輝鎮
- 泉田純至